# 2,4,5-T
2,4,5-T eller 2,4,5-triklorfenoxy-eddikesyre er et stof, som bruges til ukrudtsbekæmpelse (herbicid). Det er et såkaldt "hormonmiddel", der virker ved at forstyrre planternes egne hormoner. Da enkimbladede planter (græsser, løg m.fl.) er betydeligt mindre følsomme overfor stoffets skadevirkninger, har det især været brugt i kornafgrøder mod tokimbladede ukrudtsarter.
Stoffet indgår – sammen med 2,4-D – i kendte og populære haveprodukter som f.eks. Herbatox, der bruges med tilsvarende virkning i græsplæner.
Stoffet kan ved høje koncentrationer give skader på centralnervesystemet. Stoffet anses for at have østrogenlignende virkninger (jf. Miljø- og energiministerens besvarelse af spørgsmål nr. 226-230 (alm. del – bilag 378) stillet af Folketingets Miljø- og Planlægningsudvalg, den 5. december 1997). Stoffet er ofte forurenet med små mængder af dioxin, som er kræftfremkaldende.
2,4,5-T var en del af blandingen Agent Orange, der blev brugt under Vietnamkrigen som afløvningsmiddel.